# Liridon Krasniqi
Liridon Krasniqi (* 1. Januar 1992 in Vitina, SFR Jugoslawien, heute Kosovo) ist ein malaysischer Fußballspieler. Er besitzt neben der malaysischen auch die kosovarische und albanische Staatsangehörigkeit.

## Karriere

### Vereine
Krasniqi zog 1996 mit seinen Eltern nach Deutschland, wo er in München aufwuchs. Er spielte bis zum 30. Juni 2009 für die B-Jugend des 1. FC Nürnberg, bevor er zur U-19-Nachwuchsmannschaft von Slavia Prag nach Tschechien wechselte. Zur Rückrunde der Saison 2009/10 zum FK Mladá Boleslav gewechselt, kam er in der Folgesaison, am 15. Mai 2011 (28. Spieltag) bei der 1:2-Niederlage im Heimspiel gegen FK Jablonec für Ondřej Kúdela in der 69. Minute, zu seinem Erstligadebüt. In den darauffolgenden zwei Spielzeiten kam er zu keinen Punktspielen und wechselte daher zum türkischen Zweitligisten Ankaraspor, der sich Mitte August 2014 in Osmanlıspor FK umbenannte. Für diesen bestritt er allerdings kein Punktspiel, da er über ein Leihgeschäft an den Zweitligaaufsteiger Fethiyespor abgegeben wurde. Sein Ligadebüt gab er am 18. August 2013 (1. Spieltag) bei der 2:3-Niederlage im Auswärtsspiel gegen 1461 Trabzon; sein erstes von zwei Ligatoren erzielte er am 8. Dezember 2013 (16. Spieltag) beim 5:1-Sieg im Auswärtsspiel gegen Denizlispor mit dem Treffer zum 3:0 in der 76. Minute. Nach dem Abstieg der Mannschaft und dem Ende des Leihgeschäfts, kehrte er zum Osmanlıspor FK zurück, dem er bis Ende des Jahres 2014 ohne Einsatz angehörte. Von 2015 bis 2018 spielte er in der Malaysia Super League für den Kedah FA, für den er am 13. Februar 2016 (1. Spieltag) bei der 0:2-Niederlage im Auswärtsspiel gegen Felda United debütierte. Nach 52 Erstligaspielen wechselte er 2019 zum Ligakonkurrenten Melaka United. Ende 2019 unterschrieb er einen Vertrag beim Ligakonkurrenten Johor Darul Ta’zim FC. 2020 feierte er mit dem Verein die Meisterschaft. Von Februar 2021 bis Juni 2021 wurde er an den australischen Erstligisten Newcastle United Jets ausgeliehen. Für den Verein aus Newcastle bestritt er neun Spiele in der ersten Liga. Nach der Ausleihe kehrte er nach Malaysia zurück. Im August 2021 ging er nach Indien, wo er einen Vertrag beim Odisha FC in Bhubaneswar unterschrieb. Das Fußball-Franchise spielte in der Indian Super League. Bei Odisha stand er bis Ende Mai 2022 unter Vertrag. Für Odisha absolvierte er 16 Erstligaspiele. Zu Beginn der Saison 2022/23 zog es ihn nach Thailand. Hier lieh ihn der Erstligist Khon Kaen United FC für eine Saison aus. Am 5. Spieltag gab er sein Debüt im Auswärtsspiel beim Port FC, als er bei der 1:4-Niederlage in der 80. Minute eingewechselt wurde. Für den Verein aus Khon Kaen bestritt er sechs Erstligaspiele. Nach der Ausleihe kehrte er im Januar 2023 nach Malaysia zurück, wo er zwei Monate später an den Erstligisten Terengganu FC ausgeliehen wurde.

### Nationalmannschaft
Sein Länderspieldebüt bestritt er für die albanische U-21-Auswahl, die am 29. März 2011 im Testspiel gegen die Auswahl Israels 1:1-unentschieden spielte. Für die kosovarische A-Nationalmannschaft kam er erstmals am 5. März 2014 in Mitrovica, beim torlosen Unentschieden gegen die Auswahl Haitis zum Einsatz. Anschließend folgten noch zwei weitere Testspielpartien gegen den Senegal (1:3) und Äquatorialguinea (2:0). Nach seiner Einbürgerung im Februar 2020 spielte Krasniqi dann auch am 28. Mai 2021 erstmals für die malaysische A-Nationalmannschaft beim Testspiel gegen Bahrain. Seinen ersten Treffer erzielte der Mittelfeldspieler dann im Juni 2022 bei der 1:2-Niederlage im Freundschaftsspiel gegen Singapur.

## Erfolge
FK Mladá Boleslav
- Tschechischer Pokalsieger: 2011

Kedah FA
- Malaysischer Pokalsieger: 2017
- Malaysia Cup-Sieger: 2016

Johor Darul Ta’zim FC
- Malaysischer Meister: 2020